# Gaspard de Chabrol
Gilbert Joseph Gaspard de Chabrol de Volvic (* 25. September 1773 in Riom; † 30. April 1843 in Paris) war ein französischer Verwaltungsbeamter. Er wurde 1812 von Napoléon Bonaparte als Präfekt des Départements Seine eingesetzt und blieb in dem Amt bis 1833.
Chabrol studierte Ingenieurwesen und promovierte 1794 in dem Fach. In seiner Amtszeit kümmerte er sich in Paris insbesondere um die Pflasterung zahlreicher Straßen und Boulevards, den Bau von Bürgersteigen und den fortschrittlichen Ausbau der städtischen Straßenbeleuchtung.
In der Gemeinde Volvic, deren Namen er trug, schuf und finanzierte er eine noch heute bestehende Schule für Architektur und Bildhauerei. Zwischen 1820 und 1821 organisierte er in Paris die ersten beiden Kurse zur Erwachsenenbildung.
1822 wurde im 10. Arrondissement von Paris eine neu angelegte Straße nach ihm benannt.
| Personendaten    | Personendaten                                |
| ---------------- | -------------------------------------------- |
| NAME             | Chabrol, Gaspard de                          |
| ALTERNATIVNAMEN  | Chabrol de Volvic, Gilbert Joseph Gaspard de |
| KURZBESCHREIBUNG | französischer Verwaltungsbeamter             |
| GEBURTSDATUM     | 25. September 1773                           |
| GEBURTSORT       | Riom                                         |
| STERBEDATUM      | 30. April 1843                               |
| STERBEORT        | Paris                                        |